# Pianismo
Per pianismo s'intende lo stile di composizione musicale per il pianoforte, la tecnica di eseguire musiche pianistiche, relativamente ad un autore (ad esempio pianismo chopiniano), ad un'epoca (ad esempio pianismo romantico), ad una corrente musicale (ad esempio pianismo jazz)
Il pianismo moderno, che segue a quello beethoveniano e mozartiano, che ancora risente di quello settecentesco, viene fatto iniziare con Ferenc Liszt, Chopin e Robert Schumann
Liszt viene considerato il primo pianista moderno che tendeva a interpretare come propria l'opera di un altro compositore, ma che era anche capace di mantenere un'assoluta fedeltà allo spartito originale e alle indicazioni dell'autore
Chopin aveva uno stile unico, personalissimo, riconoscibile alle prime note; il virtuosismo in lui non era mai fine a sé stesso, ma sempre integrato nell'espressività del tessuto musicale. Celebre l'uso degli abbellimenti e del suo particolarissimo rubato.
Molto importante per il pianismo moderno è stata l'introduzione dal 1830 dell'uso regolare del pedale che consente di ottenere un suono vibrato nell'intero pianoforte
Il pianismo è collegato dunque anche alle innovazioni tecniche dello strumento che verso la fine dell'800 diveniva più grande e più sonoro con parti meccaniche più pesanti che costringevano il pianista a veri sforzi atletici per spingere i tasti più affondo.